# Aguiarnópolis
Aguiarnópolis là một đô thị thuộc bang Tocantins, Brasil. Đô thị này có diện tích 235,391 km², dân số năm 2007 là 3995 người, mật độ 16,97 người/km².